# Carlo Maria Pensa
Carlo Maria Pensa (Lecco, 5 ottobre 1921 – Gromo, 22 dicembre 2014) è stato un giornalista e drammaturgo italiano.

## Biografia
Figlio del primario e chirurgo Gennaro Pensa di origine milanese, si laurea in Lettere, Filosofia e Scienze politiche all'Università degli Studi di Pavia. Lascia Lecco nel secondo dopoguerra e si trasferisce a Milano dove inizierà la sua carriera giornalistica, di drammaturgo e di critico teatrale. Vive buona parte della sua vita a Gromo, una località montana della Val Seriana, in provincia di Bergamo.
Lunghissima è la sua carriera giornalistica, inizia prima alla Provincia di Como, poi al Corriere Lombardo, via via, fino a diventare dirigente del periodico Bell'Italia; capo redattore di Epoca, responsabile della redazione milanese del Radiocorriere TV, critico teatrale per Famiglia Cristiana, Gente e Oggi. Alla Rai (responsabile dei settori Prosa e Lirica) lavora a fianco di Carlo Terron. Contemporaneamente scrive parecchie opere di successo, umanissime, pietose, coraggiose, ironiche. 
Durante il periodo in cui era direttore del settore prosa, collabora ai "Venerdì del teatro", in cui si sono affermati attori che hanno dominato la scena italiana. Di Terròn, curerà poi le edizioni delle sue pubblicazioni per il mensile Sipario.
Ha dato il suo contributo giornalistico e come critico teatrale anche su quotidiani quali il Corriere Lombardo, La Notte e Libero. È stato per anni segretario della Fondazione Teatro Carlo Terron.

## Opere teatrali
Scrittore di diverse opere teatrali:
- L'uomo di Nazareth[7]
- Il fratello[8]
- La figlia
- Il topo[9]
- La chitarra di Bed
- I falsi, Riconoscenti posero, Premio Riccione
- Gli altri ci uccidono Premio Riccione[10]
- La piscina nel cortile XXI Premio Flaiano[11]
- LSD - Lei Scusi Divorzierebbe? - Prima rappresentazione Teatro della Pergola Firenze 1970 - A.Valli e A. Reggiani[12]
- Gli innocenti[13]
- Sganarello medicosifaperdire, commedia scritta con Mauro Macario. Compagnia Macario, Teatro Macario, Torino, 1977

In dialetto milanese, quasi sempre per Piero Mazzarella: 
- I ligera[14]
- I stemegna[15]
- I brandinej[16]
- I povercrist
- Dammatrà

## Riconoscimenti
- 1994 - XXI premio internazionale Flaiano - Premio per l'autore per La piscina nel cortile[17][18]
- 2004 - Premio alla carriera Adamo caduto[19]